# Hermann Seidl
Hermann Seidl (* 13. September 1958 in Würzburg; † 11. Mai 2018 in Kitzingen) war ein deutscher Komponist.

## Leben
Nach dem Abitur studierte Hermann Seidl von 1979 bis 1984 Schulmusik an der Musikhochschule und Musikwissenschaft an der Universität in Würzburg. Neben der Unterrichtstätigkeit als Musiklehrer am Armin-Knab-Gymnasium in Kitzingen (bis Ende 2011) war er als Referent in der regionalen und überregionalen Lehrerfortbildung in den Bereichen Schulspiel, Komposition und Computer tätig. Seit dem Wintersemester 2002/2003 war er Lehrbeauftragter der Hochschule für Musik in Würzburg für das Fach Tonsatz.
Als Komponist hat Hermann Seidl Kammermusik, Orchester- und Chorwerke für traditionelle Besetzungen, Elektronik, Jazz und Rock für experimentelles Musiktheater und in Zusammenarbeit mit bildenden Künstlern audiovisuelle Installationen geschaffen. Die ersten Kompositionen wurden 1983 in Würzburg aufgeführt. Seitdem erfolgten viele weitere Aufführungen im In- und Ausland. Für seine kompositorische Arbeit wurde er 1993 mit dem Förderpreis Musik der Sudetendeutschen Landsmannschaft ausgezeichnet. Im Siegburger Kompositionswettbewerb 2002 erhielt er für die Komposition „a.b.“ für Blockflöte & Klavier einen 3. Preis, 2005 für die Komposition „3 miniaturen“ für 2 Fagotte und Kontrafagott einen 1. Preis.
Eine erste Veröffentlichung auf CD erschien Ende 1995 mit Peter Cloos (Horn) und Martin Wenning (Orgel) aus Kassel. Im Herbst 1998 folgte dann die CD „Stein & Stille“ mit ausschließlich eigenen Werken. Sie enthält Kammermusik für Violoncello, Querflöte, Klavier, Steine und Elektronik. Eine Neuauflage dieser CD im Label bcc blue calvin classics erschien 2003. Die zweite CD "walgesänge" mit Orgelwerken erschien 2009, Interpret ist Michael Eckerle, Organist in Pforzheim. Die Zyklen „Die Liebe ist ein Hemd aus Feuer“, „Drei Lieder“ und „Bilder der Nacht“ für gemischten Chor, alle nach Texten von Paul Konrad Kurz, sowie der Zyklus „fragmente“ nach Texten von Ursula Haas sind im Verlag „Edition Music Contact“ verlegt. Orgelmusik und Kammermusikwerke sind im Laurentius-Musikverlag in Frankfurt erschienen.

## Werkverzeichnis

### Klavierwerke
- zwei sätze (1993) – Flügel 9:00 CD
- 5 kleine stücke (1994) – Klavier 7:00 CD
- zwei sätze (1997) – Flügel vierhändig 7:00
- bilder aus dem osten (2006) – Klavier 5:30
- traumwolken (2007) – Klavier vierhändig 12:00
- quadruplum (2007) – Klavier 6:40
- zwei skizzen (2007) – Klavier 7:40
- 6 haiku (2009) – Klavier 11:00
- nachts (2009) – Klavier vierhändig 13:00

### Orgelwerke
- toccata (1982) & fuge (1984) 8:00
- phantasie (1994) 5:30
- suite (1995) 12:30
- praeludium & finale (1998) 8:00
- drei interludien (2002) 6:00
- walgesänge (2003) 6:00
- drei kleine choralphantasien zur fastenzeit (2006) 6:10
- drei kleine choralphantasien zu ostern (2006) 6:40
- drei kleine choralphantasien zum advent (2006) 7:00
- drei kleine choralphantasien zu weihnachten (2006) 6:40
- triptychon (taize) (2009) 6:30
- sonnengesang (2009) 14:50
- drei mantras (2016) 12:40

### Werke für Akkordeon
- zwei sätze (1997) 5:30

### Werke für Gitarre
- nachtstück (1995) – Gitarre & Klavier 4:00
- zwei kleine nachtstücke (1999) – Gitarre solo 3:10
- episode aus der zweiten abstraktion (2005) – Gitarre solo 6:30
- mysterium (2008) – Gitarre solo 7:00

### Werke für Streichinstrumente
- trio basso (1988) – Viola, Violoncello & Kontrabaß 10:30
- zweites streichquartett (1989) – 2 Violinen, Viola & Violoncello 12:00
- vier sätze (1994) – Violoncello solo 11:30 CD
- blätter im wind (1996) – Violoncello & Klavier 4:20 CD
- drittes streichquartett (1996) – 2 Violinen, Viola & Violoncello 11:50
- blaßblau der nebel (1998) – Violine & Klavier 3:10
- nachtstück (2000) – Kontrabaß solo 4:00

### Werke für Blasinstrumente
- suite aerotique (1988) – Holz- und Blechbläser (Mundstücke) 6:00
- solo (1992) – Altsaxophon 3:00
- duett (1993) – Querflöte, Steine & Elektronik 12:00 CD
- vier sätze (1993) – Querflöte solo 11:30
- ein satz (1994) – Horn und Orgel 4:30
- drei sätze (1995) – 2 Hörner in F  10:30
- abschied (1996) – Querflöte & Klavier 3:00
- zwei sätze (1997) – Tenor- & Sopranblockflöte solo 6:00
- zwei miniaturen (1998) – 2 Altsaxophone 6:00
- nachtstück für einen kleinen eisbären (1998) – Querflöte & Klavier 6:00
- a.b. (2000) – Blockflöte & Klavier 8:30
- zwei sätze (2001) – Querflötenoktett 12:00
- phasen – rotbraungelb (2002) – Holz- und Blechbläserensemble7:00
- drei miniaturen (2003) – 2 Fagotte & Kontrafagott 3:30
- zeichen (2004) – Holz- und Blechbläserensemble, Pauken & Schlagzeug 7:30
- skizzen (2005) – Holz- und Blechbläserensemble, Pauken & Schlagzeug ad lib. 12:00
- hammerhart (2006) – Fagott & Klavier 5:10
- durch japanische gärten (2007) – 2 Altsaxophone 12:00
- die flötenmaus (2009) – Querflöte & Klavier 4:00

### Kammermusik für gemischte Ensembles
- trio (1994) – Querflöte, Violoncello & Klavier 10:30 CD
- raumklangprojekt beta (1998) – 4 Schlagzeuger, 4 Querflöten und ein Performer (Maler) 15:00
- zwischen den zeiten (2002) – Blockflöte, Saxophon, Violine, Schlagzeug & Orgel 14:00
- traumzeit (2003) – Querflöte, Saxophon, Violine, Schlagzeug & Klavier 16:00
- im fluß (2004) – Querflöte, 2 Gitarren & Violoncello 11:30
- sieben (2005) – Saxophon, Perkussion & Elektronik 8:00
- der see (2008) – Gesang, Querflöte, Violine, Violoncello, Perkussion & Klavier 11:30
- der atem der seele (2009) – Querflöte, Gitarre & Perkussion 14:00
- afrika (I) okavango (2009) – Kalimba & Regenmacher & Streichquartett 11:30
- afrika (II) im kaokofeld (2009) – Nasenflöte & Regenmacher & Streichquartett 11:30
- im dunklen licht (2009) – Querflöte, Violine & Perkussion 12:00

### Orchesterwerke
- zwei sätze (1983) – Streichorchester 7:00
- schamisen – 6 stille momente (1991) – Streichorchester 16:00
- die reise durch den traum einer schlaflosen nacht (1993) – Großes Orchester 11:00
- fünf skizzen (1994) – Streichorchester 12:00
- raumklangprojekt alpha – phasen 1 bis 8 (1996) – Chor & Großes Orchester 35:00
- variation über ein pfingstlied von theodor veidl (1997) – Großes Orchester 1:50
- impressionen (1999) – Streichorchester 11:00
- konzert (2005) – für Saxophon & Orchester (2 Flöten, Klavier, Schlagzeug, Streichorchester) 18:00

### Chorwerke
- zwei sätze (1993) – Text: Vokalisen 10:30
- drei lieder (1994) – Text: Paul Konrad Kurz (Edition Music Contact) 8:00
- die liebe ist ein hemd aus feuer (1996) – Text: Paul Konrad Kurz, (Edition Music Contact) 8:40
- bilder der nacht (1998) – Text: Paul Konrad Kurz, (Edition Music Contact) 6:00
- fragmente (2000) – Text: Ursula Haas, (Edition Music Contact) 9:40
- in der fremde (2008) – Text: Hermann Seidl (inspiriert durch Gedichte aus „Pusûánon“ von Kristian Sendon Cordero) 8:30

### Werke für Schlagzeug
- der atem des gewölbes (1995) – Elektronik & Schlagzeug 11:00
- dialoge (1995) – 2 Schlagzeuger 6:00
- nachtstück (1997) – Schlagzeug solo (drum-set) 3:00
- quartett (1997) – 4 Schlagzeuger 12:00
- drei fragmente (1998) – Schlagzeug solo (drum-set) 8:00
- drei miniaturen (2002) – zwei kleine Trommeln (snare drum) 3:00
- kristall (2004) – 2 Schlagzeuger (Chimes, Triangel, Fingercymbel) 6:30
- spuren (2004) – 2 Schlagzeuger (4 Tom-Toms) 7:00
- doppelspiel (2005) – 2 Schlagzeuger (2 HiHats, Kuhglocke, Block) 6:00
- quartett (2006) – 4 Perkussionisten (2 Shaker, Wah Tube, Holzbongos, Cajon) 6:00
- schatten (2006) – Schlagzeug solo (drum-set) 6:00

### Jazzrockensemble
- badudab (1987) 7:00
- die steine (1995) – Text: Paul Konrad Kurz
- das sandkorn im vektorraum (2001) 6:00
- farben der nacht (2001) – 25:00
- zwielicht (2002) – 15:00
- nacktnachts (2003) – 12:00
- september (2003) – 6:30
- strandgut (2008) – 11:30
- dunkelgraugrün (2009) – 9:30

### Musiktheater
- scenarium abstractum (1985) – musik in 7 bildern (schattenspiel)
- recycling (1986) – musik in 4 sätzen (performance) – Materialklang mit Abfall (Glas, Plastik, Papier, Metall)
- die reise durch das sandglas der regenhunde (1991) (tanzperformance) – (nach Texten von Tom Waits)
- in den nebeln ferner tage (1993) (tanzperformance) 52:10 – Choreographie: Brigitte Krauß; Bühnenbild & Projektion: Manfred Baumgartner;
- die kartographierung der 6. dimension (1998) – (tanzperformance) 62:30 – Choreographie: Brigitte Krauß; Bühnenbild & Projektion: Kerstin Wörler;
- das räderwerk der unfaßbarkeit (2001) (feuerperformance) 62:00 – Choreographie: Andrea Knies; Feuer & Dramaturgie: Oliver Ladwein;

### Installationen
- der waldweg (1992) elektronik 45:00 – Idee & Künstlerische Konzeption: Manfred Baumgartner
- der lauschangriff (1992) Elektronik – Mikrophone, Mischpult, Verstärker und Lautsprecher

Mit Ausnahme der bei Edition Music Contact verlegten Werke liegen alle anderen Stücke als Manuskript vor (Computersatz mit finale). Alle mit CD gekennzeichneten Stücke sind auf der CD „Stein & Stille“ bcc 0707 veröffentlicht.